# Кіремба (комуна)
Кіремба — одна з комун провінції Нгозі, на півночі Бурунді. Центр — однойменне містечко Кіремба.